# 1944年コルチナ・ダンペッツオオリンピック
1944年コルチナ・ダンペッツオオリンピック（1944ねんコルチナ・ダンペッツオオリンピック）は、第二次世界大戦によって中止された冬季オリンピックである。1944年2月にイタリア王国のコルティーナ・ダンペッツォで開催される予定だった。コルチナ・ダンペッツオ1944（Cortina d'Ampezzo 1944）と呼称される。
冬季大会は夏季大会とは異なり、開催されなかった大会は第1回からの通し番号（回次）がつかないため、公式的にも「幻のオリンピック」となった。
なお、第5回冬季オリンピックは1948年にスイス・サンモリッツで開催された（1948年サンモリッツオリンピック）。コルティーナ・ダンペッツォでは、1956年に第7回冬季オリンピック開催が実現した（1956年コルチナ・ダンペッツオオリンピック）。